# Olasz farkas

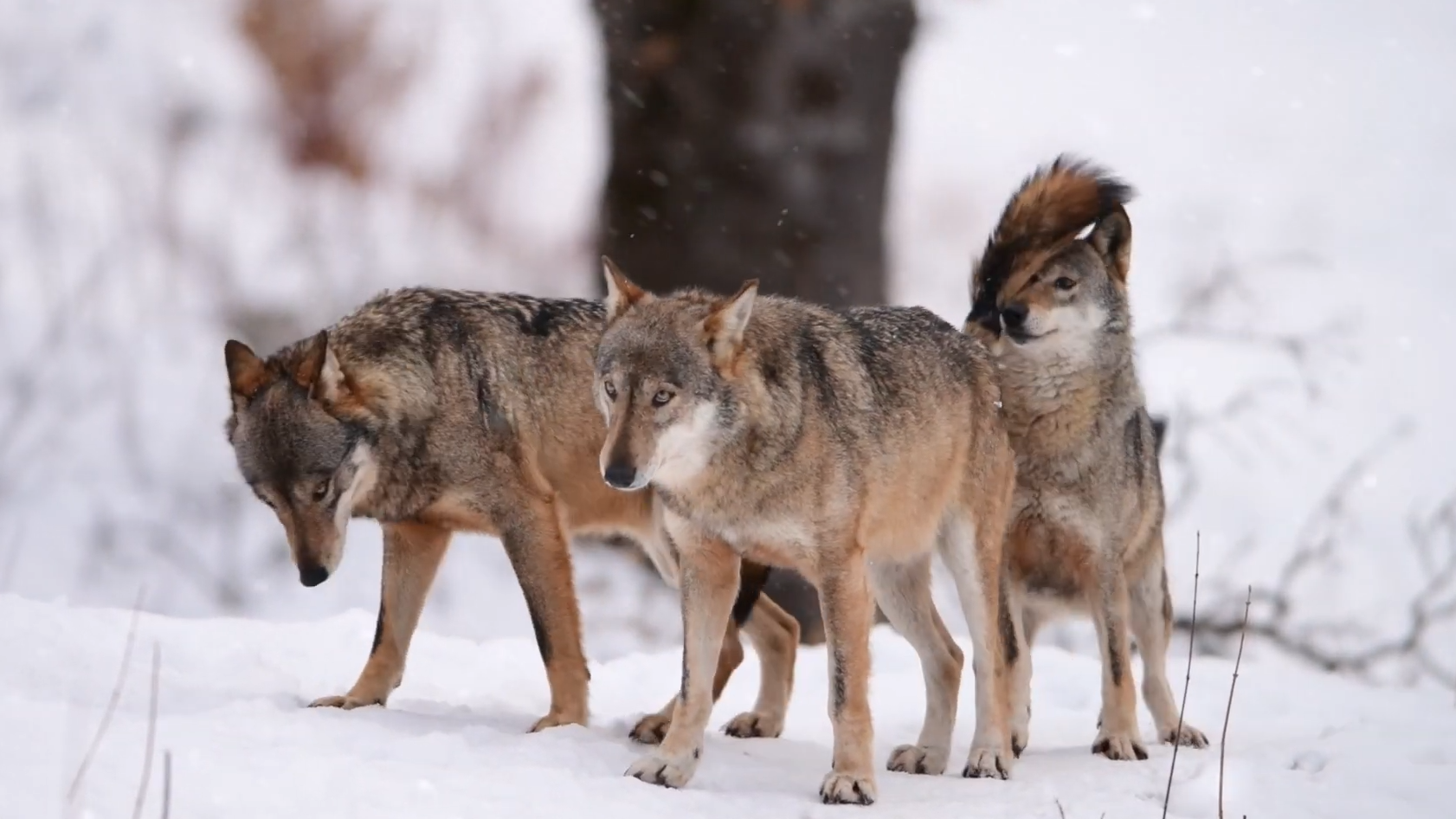

Az olasz farkas (Canis lupus italicus) a farkas (Canis lupus) eurázsiai alfaja.

## Előfordulása
Csak Olaszország területén és Svájc déli részén él.

## Megjelenése
Közepes méretű alfaj, testhossza 110-148 centiméter, marmagassága 50-70 centiméter, tömege 25-45 kilogramm.

## Életmódja
Főleg nagyobb testű emlősökre, például zergékre, őzekre, gímszarvasokra és vaddisznókra vadászik, de kisebb állatokat és növényi eredetű táplálékot is fogyaszt

## Története
A 19. század közepéig a farkas Olaszország összes hegyvidéki területén elterjedt fajnak számított.
Az emberi üldözés miatt (főleg, mert olykor elfogtak a farkasok néhány állatot a szabadon tartott juhok közül) a 20. század közepére az olasz farkas eltűnt az Alpok területéről és kihalt Szicília szigetén is. Az alfaj az 1970-es években érte el egyedszámának mélypontját. 1972-ben Luigi Boitani és Erik Zimen kezdte el az alfaj védelmére indított kampányát. Akkori felmérésük szerint csak 100-110 egyed élhetett. A védelemnek köszönhetően a farkasok egyedszáma növekedni kezdett és az 1980-as évekre elérte a 220-240 egyedet. A populáció a '90-es évekre megduplázódott, jelenleg mintegy 500-600 egyede élhet.